# Фран Бельтран
Франсіско Хосе Бельтран Піенадо (ісп. Francisco José "Fran" Beltrán Peinado; народився 3 лютого 1999, Мадрид, Іспанія) — іспанський футболіст, правий півзахисник клубу «Сельта Віго».

## Клубна кар'єра
Бельтран — вихованець клубів «Хетафе» і «Райо Вальєкано». 20 серпня 2016 року в матчі проти «Ельче» він дебютував в Сегунді, в складі останнього. 29 жовтня в поєдинку проти «Тенерифе» Фран забив свій перший гол за «Райо Вальєкано». 2018 року він допоміг клубу виграти Сегунду і вийти до еліти. Влітку того ж року Бельтран перейшов до «Сельти», підписавши контракт на 5 років. Сума трансферу становила 8 млн. євро. 18 серпня в матчі проти «Еспаньйола» він дебютував у Ла-Лізі. 7 січня 2019 року в поєдинку проти «Атлетік Більбао» Фран забив свій перший гол за «Сельту».

## Статистика виступів

### За клуб
Станом на 19 вересня 2020
| Клуб               | Сезон              | Ліга               | Ліга | Ліга | Кубок | Кубок | Європа | Європа | Інші | Інші | Загалом | Загалом |
| Клуб               | Сезон              | Дивізіон           | Ігри | Голи | Ігри  | Голи  | Ігри   | Голи   | Ігри | Голи | Ігри    | Голи    |
| ------------------ | ------------------ | ------------------ | ---- | ---- | ----- | ----- | ------ | ------ | ---- | ---- | ------- | ------- |
| Райо Вальєкано Б   | 2015–16            | Терсера Дивізіон   | 23   | 0    | —     | —     | —      | —      | —    | —    | 23      | 0       |
| Райо Вальєкано     | 2016–17            | Сегунда Дивізіон   | 31   | 1    | 2     | 0     | —      | —      | —    | —    | 33      | 1       |
| Райо Вальєкано     | 2017–18            | Сегунда Дивізіон   | 40   | 0    | 1     | 0     | —      | —      | —    | —    | 41      | 0       |
| Райо Вальєкано     | Загалом            | Загалом            | 71   | 1    | 3     | 0     | 0      | 0      | 0    | 0    | 74      | 1       |
| Сельта             | 2018–19            | Ла-Ліга            | 30   | 1    | 2     | 0     | —      | —      | —    | —    | 32      | 1       |
| Сельта             | 2019–20            | Ла-Ліга            | 28   | 1    | 2     | 0     | —      | —      | —    | —    | 30      | 1       |
| Сельта             | 2020–21            | Ла-Ліга            | 1    | 0    | 0     | 0     | —      | —      | —    | —    | 1       | 0       |
| Сельта             | Загалом            | Загалом            | 59   | 2    | 4     | 0     | 0      | 0      | 0    | 0    | 63      | 2       |
| Загалом за кар'єру | Загалом за кар'єру | Загалом за кар'єру | 153  | 3    | 7     | 0     | 0      | 0      | 0    | 0    | 160     | 3       |